# Schabla
Schabla (bulgarisch Шабла) ist eine Stadt und Urlaubsort in Nordostbulgarien am Schwarzen Meer. Sie liegt in der Dobrudscha, an der E 87 in der Oblast Dobritsch und ist das administrative Zentrum der gleichnamigen Gemeinde Schabla.

## Geografie
Schabla liegt 8 km vom Schwarzen Meer entfernt, 8 km westlich des Kap Schabla (43° 32′ 23″ N, 28° 36′ 25″ O), 30 km nördlich des Kap Kaliakra, 72 km östlich von Dobritsch und 20 km nordöstlich der Stadt Kawarna. Nach Warna, der größten bulgarischen Stadt am Schwarzen Meer sind es 68 km Richtung Süden.

## Geschichte
Schabla war in der Antike eine thrakische Siedlung, die im 6. oder 5. Jahrhundert v. Chr. gegründet worden war und unter dem griechischen Namen Karon Limen (Karon Bucht; Canon Limen oder Karija) bekannt war. Während der Römerzeit wuchs sie und wurde ein Schwarzmeerhafen. In der Frühphase des Byzantinischen Reichs blühte die Stadt auf, aus dieser Zeit ist noch eine Festung erhalten (400 n. Chr.). Die Festung lag an der Straße von Kawarna (20 km südlich) nach Mangalia (heute Rumänien, 30 km nördlich).
Der Ortsname Schabla wurde erstmals 1573 in offiziellen schriftlichen Quellen erwähnt. Bis 1964 war Schabla ein Dorf und bis 1969 eine Siedlung vom städtischen Typ.
Wie in der gesamten Dobrudscha gedeihen auch in der Region um Schabla Getreidekulturen sehr gut, dank des fruchtbaren Bodens und des milden Klimas. Schabla ist heute ein Agrarzentrum.
Die Stadt ist seit 2002 Namensgeber für den Shabla Knoll, einen Berg auf der Livingston-Insel in der Antarktis.

## Einrichtungen

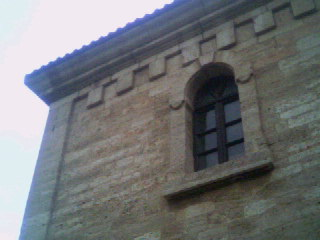
Detail der Kirche in Schabla

In Schabla gibt es eine Schule, die Tschitalischte „Sora“, ein „Zentrum für soziale Rehabilitation und Integration“, sowie die Kirche Sw. Charalampos (bulg. Св. Харалампий) – der Namenstag des Heiligen wird mit einer Liturgie am 10. Februar begangen.
Jährlich in der ersten Augustwoche wird die „Woche des Meeres“ begangen. Das jährliche Treffen aller Dorfbewohner, Familienmitglieder und ehemaliger Dorfbewohner (bulg. Събор/Sabor, deutsch: Treffen) findet jährlich am 2. Juni statt.

## Strand
Der Strand von Schabla, das Kap Schabla, ist der östlichste Punkt Bulgariens.

### Leuchtturm Schabla

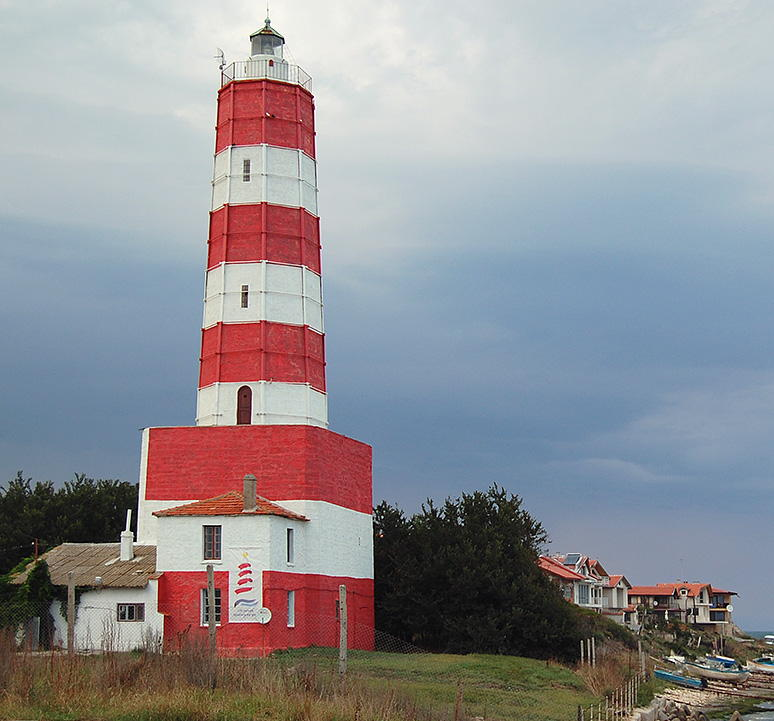
Leuchtturm Schabla

Der Leuchtturm von Schabla ist der höchste, älteste und am weitesten östlich gelegene an der bulgarischen Schwarzmeerküste.
Er liegt inmitten der Ruinen einer byzantinischen Festung aus dem 4. Jahrhundert. Der erste Leuchtturm wurde zwischen 1756 und 1786 an dieser Stelle errichtet. Der alte Leuchtturm wurde während des Krimkrieges (1853 bis 1856) umgebaut, so dass er seine jetzigen Aussehen erhielt. Der Leuchtturm wurde lediglich aus mit Steinen verbundenem Mörtel errichtet, ohne weitere Stützkonstruktionen. Die Wände sind stellenweise 1,20 m dick. In Betrieb genommen wurde der „neue“ Leuchtturm am 15. Juli 1856.

### Zentralstrand

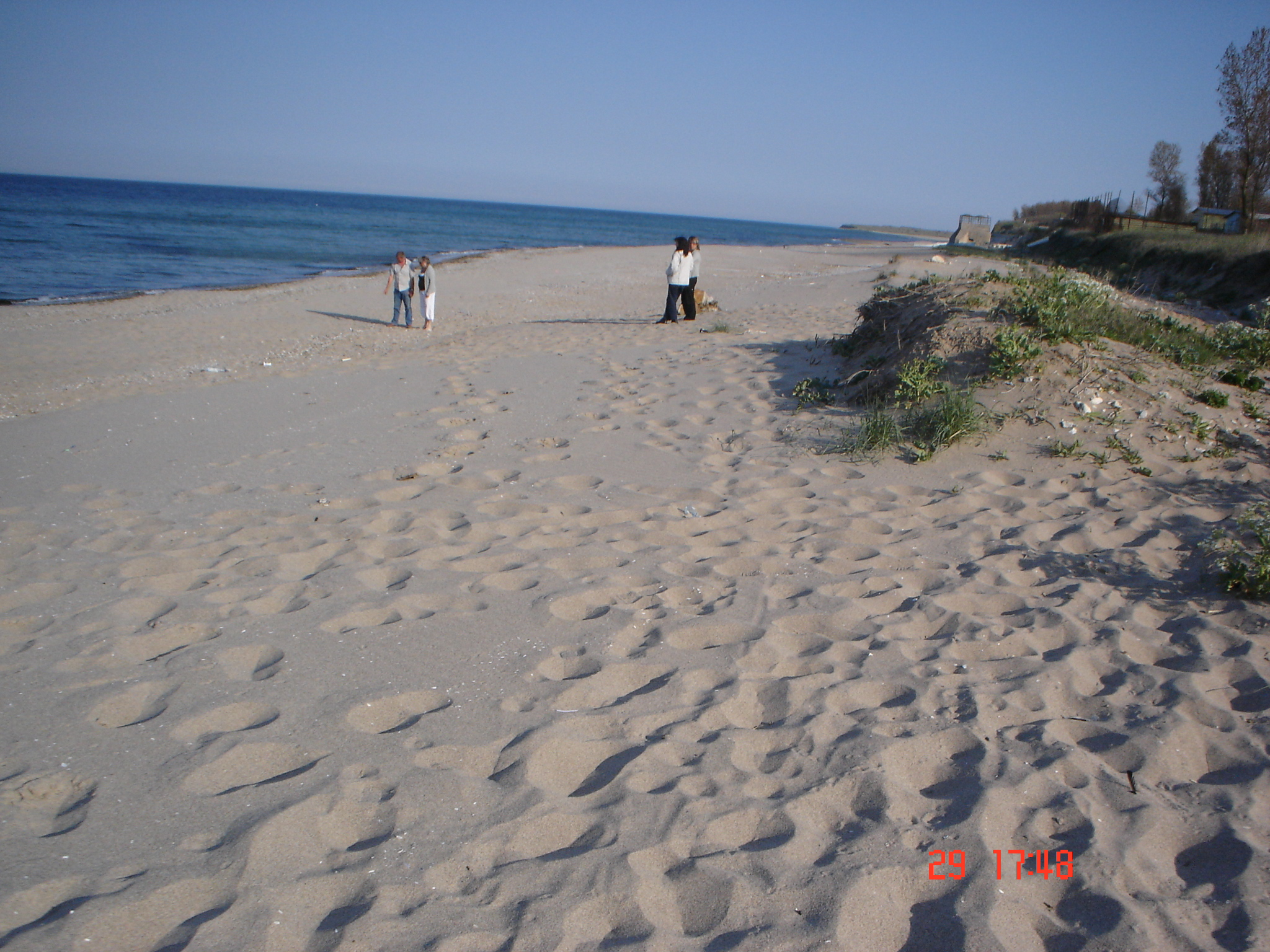
Der Strand von Schabla

Schabla hat ausgedehnte weiße Sandstrände, die während der kommunistischen Herrschaft (bis 1989) ein beliebtes Urlaubsziel waren. Jetzt werden sie allerdings wegen der fehlenden touristischen Infrastruktur und der gestiegenen Ansprüche der Touristen vorwiegend nur noch von Individualtouristen besucht. Der Strand in der Umgebung des Leuchtturms wird als Zentraler Strand von Schabla bezeichnet. Dieser Strand, zu dem es einen Pendler-Service gibt, liegt 8 km östlich der eigentlichen Stadt Schabla. Die Verbindungsstraße zwischen Schabla und dem Strand wurde mit EU-Mitteln gebaut.
Am Hauptstrand gibt es einen großen Parkplatz und viele alte Bungalows sowie ein großes Restaurant. In der Nähe liegt der Campingplatz „Druschaba“, dessen Einrichtung bereits über 20 Jahre alt ist. Nach dem Wegfall der Touristen aus den Ostblockländern wird er hauptsächlich von Bulgaren besucht.
In der weiteren Umgebung des Strandes von Schabla sind während des Zweiten Weltkriegs über 50 Schiffe und U-Boote gesunken, deren Überreste noch teilweise zu sehen sind.
Südlich des Zentralstrandes steht ein kleines Denkmal zum Gedenken an die „Gefallenen sowjetischen Flieger im Großen Vaterländischen Krieg“ (Ewiger Ruhm und Gedenken an die Gefallenen im Krieg und eine tiefe Verbeugung vor den Veteranen …) vom 7. Mai 1944.
In der Umgebung von Schabla wurde vor Jahrzehnten nach Erdöl gebohrt, noch heute finden sich Überreste davon in Form kleinerer Rohrleitungen.

### Nordstrand
Von der Verbindungsstraße zwischen Schabla und dem Zentralstrand zweigt nach Nordosten eine Straße zum Nordstrand ab, der ebenfalls 8 km von Schabla entfernt ist und einen ausgedehnten Sandstrand hat. Unmittelbar landeinwärts vom Nordstrand liegt der Schablasee. Am Nordende des Nordstrandes befinden sich noch die Überreste eines kleinen Bunkers. Der quadratische Bunker hat innen eine Fläche von ca. 15 m², vier Schießscharten und einen Meter dicke Betonwände. Auf der Rückseite ist er mit Sand bedeckt.

### Regierungsresidenz
Am Schablasee gibt es eine Residenz der bulgarischen Regierung – das Erholungsheim des Ministerrates bei Schabla. Erbaut wurde die Regierungsresidenz 1970 im Auftrag des ZK der BKP im Stil eines typischen Bauernhofes der Dobrudscha. Der Architekt war Datscho Georgiew, der sich inspirieren ließ vom Motiv des „Dobrudschabauernhofes“, das im Roman Das Gut an der Grenze (1939; bulg. Чифликът край граница/Tschiflikat kraj granizata; Felix Meiner Verlag, Leipzig 1939) des bekannten bulgarischen Schriftstellers Jordan Jowkow erscheint.
Während der heißen Sommermonate war die Residenz in Schabla die bevorzugte Urlaubsresidenz von Todor Schiwkow während seiner langen Amtszeit (1951 bis 1989). Die wesentlich größere Sommerresidenz Ewksinograd befand sich in Warna und die Fahrt nach Schabla, beispielsweise zum Mittagessen, war nicht sehr weit. Eine weitere Urlaubsresidenz von Todor Schiwkow wurde ca. 1980 südlich von Kap Maslen nos gebaut, ein altes kleines Schloss des bulgarischen Königs in Borowez wurde ebenfalls als Urlaubsresidenz von Todor Schiwkow umgebaut, ebenso hatte er eine Regierungsresidenz in Arbanassi, einem Dorf 4 km nördlich von Weliko Tarnowo – auch eine alte Sommerresidenz des bulgarischen Königs.
Bis Anfang der 1990er Jahre war die Küste in der Umgebung des Schablasees wegen der Regierungsresidenz Schabla mit Stacheldraht abgesperrt und von Beobachtungstürmen umgeben.
Diese Regierungsresidenz für Minister und Abgeordnete der Narodno Sabranie befindet sich 4 km nordöstlich von Schabla, direkt am Ostufer des südlichen Schablasees. Das Hauptgebäude (43° 34′ 26″ N, 28° 34′ 5″ O) hat sechs Apartments. Am Strand befinden sich zwei weitere Gebäude der Regierungsresidenz. Diese luxuriöse VIP-Bungalows (Karte) sind jedoch nur in den Sommermonaten geöffnet, da nur zu dieser Zeit zusätzliches Personal dafür beschäftigt wird. Deshalb kann die Residenz in den Wintermonaten lediglich 12 Gäste beherbergen.
Das Gebiet der Residenz umfasst 5 ha, ein großer Teil der beiden Seen (Schablasee und Eserezsee) grenzt an die Regierungsresidenz Schabla. Auch nach der Wende in Bulgarien (1989) wurde die Residenz von der bulgarischen Regierung zu Erholungszwecken genutzt. Beispielsweise machte hier Simeon Sakskoburggotski während seiner Zeit als Ministerpräsident zweimal Urlaub. Bewacht wird die Resident vom bulgarischen Nationalen Dienst für Bewachung (bulg. Национална служба за охрана; НСО; NSO) – der staatliche Personenschutz für bulgarische Politiker.
In der Regierungsresidenz können heute auch normale Touristen eine Unterkunft bekommen, allerdings nur auf vorherige Anfrage mit genauem Terminwunsch, während Anfragen nach freien Terminen nicht beantwortet werden.

### Nachbardörfer
Vom Leuchtturm und dem Zentralstrand Schabla verläuft eine Küstenstraße nach Süden. Über sie erreicht man 5 km weiter südlich das Dorf Tjulenowo, das direkt am Meer liegt und weitere 5 km südlich das Dorf Kamen Brjag. Zwischen dem Leuchtturm, dem Dorf Tjulenowo und dem Dorf Kamen Brjag ist die Schwarzmeerküste vorwiegend felsig, teilweise mit bis zu 10 m hohen Feldkliffs (Abbruchküste) aus Kalkstein und felsigen Buchten. Nach weiteren 2 km Richtung Süden (12 km südlich von Schabla), direkt an der Küste, liegt das Natur- und Geschichtsreservat (archäologische Ausgrabungsstätte) Jailata (bulg. Яйлата) mit 4000 Jahre alten thrakischen Gräbern, einen Altar, auf dem Tiere geopfert wurden und Steinhäusern. Am Eingang zur Ausgrabungsstätte wurde ein thrakischer Sonnen-Altar entdeckt. Weiter nördlich liegen die Reste einer Festung aus der frühbyzantinischen Zeit (5. Jahrhundert).
Die Küstenstraße biegt jedoch bei Kamen Brjag etwas ins Landesinner ab und verläuft über das Dorf Balgarewo weiter nach Kawarna. Südlich dieser Küstenstraße liegt Rusalka, Bolata und das Kap Kaliakra.
10 km nördlich von Schabla liegt das Dorf Krapez (Oblast Dobritsch). 14 km nördlich von Schabla liegt Durankulak mit dem Durankulaksee.